# Notiobiella sanxiana
Notiobiella sanxiana är en insektsart som beskrevs av C.-k. Yang 1997. Notiobiella sanxiana ingår i släktet Notiobiella och familjen florsländor. Inga underarter finns listade i Catalogue of Life.